# På väg hem
På väg hem är en EP från 2006 av rapparen Ken Ring.

## Låtförteckning
| Spår | Låt Titel                | Producent/er | Medverkande Gäst/er      | Tid  |
| ---- | ------------------------ | ------------ | ------------------------ | ---- |
| 1    | Cutta Dom                | Tommy Tee    |                          | 3:10 |
| 2    | Cutta Dom (Remix)        | Tommy Tee    | Emilush, Caustic & Marke | 2:55 |
| 3    | Tittar Ner               | Redrama      |                          | 3:36 |
| 4    | Inga Problem             | Tommy Tee    |                          | 3:14 |
| 5    | Rikets Tillstånd         |              | Loudmouf Choir           | 1:22 |
| 6    | Fortsätt Fram            | Avastyle     |                          | 2:59 |
| 7    | Sorglig                  |              |                          | 3:42 |
| 8    | Jag Kämpar               |              |                          | 2:40 |
| 9    | Skilda Världar 2         |              | Petter                   | 4:05 |
| 10   | Måste Seja Hei (Video)   | Tommy Tee    |                          | 4:46 |
| 11   | Cutta Dom (Teaser Video) | Tommy Tee    |                          | 1:23 |
| 12   | Äntligen Hemma Outro     | Sam-E        |                          | 0:28 |